# محمد رئیس‌زاده
محمد رئیس‌زاده (متولد ۲۰ اسفند ۱۳۵۴ در باغملک) پزشک ایرانی و دانش‌آموخته دکترای عمومی از دانشگاه علوم پزشکی تهران و دوره تخصصی جراحی عمومی و فوق تخصصی جراحی عروق و تروما از دانشگاه علوم پزشکی شهید بهشتی و است. وی از ۱۰ مهر ۱۴۰۰ با کسب ۱۵۰ رای از ۲۷۴ رای مجمع عمومی سازمان نظام پزشکی جمهوری اسلامی ایران، به ریاست این سازمان انتخاب شد. پیش از او، محمدرضا ظفرقندی رئیس سازمان نظام پزشکی کشور بود.

## مسئولیت‌ها
رئیس زاده پیش از رسیدن به ریاست سازمان نظام پزشکی، ریاست دانشکده پزشکی دانشگاه علوم پزشکی بقیةالله را برعهده داشت. عضویت در فرهنگستان علوم پزشکی، معاونت دانشگاه علوم پزشکی شهید بهشتی (از سال ۱۳۸۷ تا ۱۳۸۹)، ریاست سازمان بسیج جامعه پزشکی کشور (از سال ۱۳۸۹ تا ۱۳۹۸)، معاونت آموزشی و ریاست دانشکده پزشکی و مدیریت گروه آموزشی جراحی دانشگاه علوم پزشکی بقیةالله (از سال ۱۳۹۶ تا کنون) از جمله مشاغل آموزشی و پژوهشی او بوده‌است.

## اعلام نظرهای تأمل‌برانگیز
- وی در مورد افزایش مهاجرت پزشکان پس از اعتراضات ۱۴۰۱ ایران هشدار داد.[۴]
- جامعه پزشکی به درجه‌ای رسیده که می‌تواند بهترین خدمات را به مردم ارائه دهد و دیگر نیازی به اعزام هیچ بیماری به خارج از کشور نداریم اما همزمان با این رشد، موضوع تأمین هزینه‌های درمان برای مردم رشد نکرده‌است و دغدغه تأمین هزینه برای مثلاً یک عمل جراحی برای برخی کمرشکن است.[۵]
- قاچاق آرد را می‌بینند، قاچاق پزشک را نمی‌بینند.[۶]
- عرضه گرفتن مالیات ندارید پزشکان را تخریب نکنید.[۷]
- از ورود افراد غیرمتخصص به طب سنتی جلوگیری شود.[۸]
- برخی بیماران به دلیل شرایط اقتصادی درمان را رها می‌کنند.[۹]
- آمار مهاجرت پزشکان جوسازی و دروغ نیست.[۱۰]
- تبعات عقبگرد ۴۰ ساله پزشکی/ مجبور می‌شویم پزشک وارد کنیم.[۱۱]
- با ورود ارگان‌ها به صنعت داروسازی مخالفیم[۱۲]